# Mikrometerskrue
En mikrometerskrue eller blot mikrometer er et måleinstrument til måling af afstand med stor præcision.
Instrumentet består af en bøjle som typisk er lavet af stål med en lav termisk udvidelseskoefficient, så instrumentet bliver mindre følsomt overfor ændringer i temperaturen. På den ene side af bøjlen er monteret en målespindel i et gevind, og på den anden side er en ambolt. Emnet som skal måles, placeres mellem spindel og ambolt, hvorefter spindlen drejes indtil måleemnet netop udfylder mellemrummet mellem målefladerne.
En mikrometerskrue har to skalaer som bruges til aflæsning af længden. Der er en hovedskala placeret på spindelhuset, og en noniusskala på tromlen som spindlen roteres med. De to skalaer giver tilsammen målingen. Måleområdet er typisk 25 mm, for eksempel 0-25 mm eller 50-75 mm osv. Præcisionen er ofte 0,01 mm (10 μm). Nogle digitale mikrometerskruer har en præcision på 0,001 mm (1 μm).